# 匙苞黄堇
匙苞黄堇（学名：Corydalis spathulata）为罂粟科紫堇属下的一个种。

## 扩展阅读
- 維基物種上的相關：匙苞黄堇